# Mattiacusok
A mattiacusok ókori germán néptörzs, Julius Caesar szerint a chattusok egy része. Nevüket Mattium városáról vehették. Meleg forrásairól híres volt az Aque Mattiacae nevű fürdőhely (ma Wiesbaden).